# Maurizio Aloise
Mons. Maurizio Aloise (* 20. dubna 1969, Catanzaro) je italský římskokatolický duchovní a arcibiskup Rossano-Cariati.

## Život
Narodil se 20. dubna 1969 v Catanzaru.
Studoval na Institutu umění ve Squillace. Poté nastoupil do kněžského semináře. Teologii studoval na Istituto Teologico Calabro, kde získal bakalářský titul. Dne 18. listopadu 1995 byl vysvěcen na kněze a inkardinován do arcidiecéze Catanzaro-Squillace. Stal se farním administrátorem farnosti svatého Mikuláše v Gagliato a farnosti Santa Maria della Pietra v Chiaravalle Centrale. Po vysvěcení se také věnoval studiu mariologie na Papežské teologické fakultě Marianum v Římě.
Věnoval se pastorační činnosti v různých farnostech arcidiecéze a byl rektorem svatyně Santa Maria delle Grazie v Torre di Ruggiero. Roku 2011 byl jmenován generálním pro-vikářem.
Dne 20. března 2021 jej papež František jmenoval arcibiskupem Rossano-Cariati. Biskupské svěcení přijal 13. května z rukou arcibiskupa Vincenza Bertolone a spolusvětiteli byli arcibiskup Giuseppe Satriano a arcibiskup Domenico Battaglia.